# Xã Silver Lake, Quận Desha, Arkansas
Xã Silver Lake (tiếng Anh: Silver Lake Township) là một xã thuộc quận Desha, tiểu bang Arkansas, Hoa Kỳ. Năm 2010, dân số của xã này là 496 người.